# Tracy Bonham
Pour les articles homonymes, voir Bonham.
 (novembre 2015).
Tracy Bonham est une chanteuse américaine, née le 16 mars 1967  à Boston dans le Massachusetts.

## Biographie
Petite dernière d'une famille de neuf (demi-) frères et sœurs, basée à Eugene, dans l'Oregon, Tracy commence le violon à l'âge de neuf ans, sur les conseils de sa mère, professeur de musique, puis le piano. Elle se retrouve, adolescente, sur les bancs du Interlochen Arts Camp puis à l'Université de Californie du Sud.
Son envie de plus en plus forte de faire du rock la mène à Boston, où elle suit des cours de chant et de violon à la Berklee College of Music. En 1994, elle composa The One, sorti sur la compilation
Girl du label Curve of the Earth.
En 1995, le label indépendant Cherrydisc sort The Liverpool Sessions, sept titres qui connaissent un vif succès[réf. nécessaire].
Plus tard la même année, Bonham cumule, aux Boston Music Awards, les titres de Meilleure Nouvelle Artiste, Meilleure Chanteuse et Meilleur Single Indé. La réputation locale de Tracy passa un cap lorsqu'elle monte sur scène aux côtés de Jimmy Page et Robert Plant, à l'occasion des deux soirées qu'ils donnèrent à Boston dans le cadre de leur tournée[réf. nécessaire].
Sorti au printemps 1996, The Burdens of Being Upright est le premier album de Bonham et comporte le single "Mother Mother". Pour répondre au succès de l'album, Bonham passa pratiquement une année entière sur la route, et figura deux fois consécutives à l'affiche de la tournée Lilith Fair.
En 1998 Tracy Bonham collabore avec le groupe belge electro-rock Soulwax.
Les secousses qui eurent lieu au sein de la maison de disques l'empêchèrent d'entrer en studio au moment où elle l'aurait souhaité pour enregistrer son deuxième album, Down Here[réf. nécessaire]. « Toute cette période a duré à peu près un an, mais j'ai eu l'impression que ça durait une éternité », déclare l'artiste[citation nécessaire]. « Je me suis rendu compte d'une chose, c'est que quand j'écris quelque chose et que ma réaction est de dire  'Oh la la, je ne peux pas dire ça,' alors ça signifie qu'il faut que je le dise, » fait remarquer Bonham. « Il est difficile de résister à l'envie de ne pas offenser les gens " [citation nécessaire].
Elle fut la chanteuse pour la tournée mondiale du Blue Man Group, How to be a megastar 2.1 en 2008.

## Discographie

### Albums
- 1996 : The Burdens Of Being Upright
- 2000 : Down Here
- 2005 : Blink The Brightest
- 2010 : Masts of Manhatta
- 2015 : Wax & Gold
- 2017 : Modern Burdens

### EPs
- 2003 : Bee EP (ressorti en Europe sous le titre Something Beautiful en 2005)
- 2006 : In The City + In The Woods EP